# نوكاردية بيضاء
نوكاردية بيضاء (الاسم العلمي: Nocardia alba) هي نوع من البكتيريا تتبع جنس النوكاردية من فصيلة النوكارديات.